# Capotille
Capotille (Kapotiy en créole haïtien) est une commune d'Haïti située dans le département du Nord-Est (Arrondissement d'Ouanaminthe).

## Géographie
La ville la plus proche est Ouanaminthe distante de 13 km.
Plusieurs rivières arrosent la ville, la rivière Gens de Nantes, la rivière Colora, la rivière Mine, la rivière Bernard et la rivière Vizoneau.
La végétation est diverses, on y trouve : des avocatiers, des acajoux, des chênes, des eucalyptus, des manguiers et des orangers.

## Démographie
La commune est peuplée de 17 626 habitants(recensement par estimation de 2009).

## Histoire
Capotille est devenue officiellement une commune en 1978.

## Administration
La commune est composée des sections communales de :
- Capotille
- Lamine
- weche

## Économie
L'économie locale repose sur les productions de la pistache, du maïs, du manioc, et du pois-congo.

## Équipements
La ville possède plusieurs écoles élémentaires et secondaires ainsi qu'un lycée.
À côté de la mairie, la ville possède un tribunal de paix et un commissariat de police.